# Giovanni Battista Crivelli
Giovanni Battista Crivelli (Scandiano, 1590 - Mòdena, març de 1652), fou un compositor, organista i mestre de capella italià.
Va ser organista de la catedral de Reggio, mestre de capella a Ferrara i director de la música del duc de Mòdena, càrrec en el que el sorprengué la mort quan feia un any que el desenvolupava.
Fou considerat com un dels músics de més talent de la seva època, i entre les seves obres se citen amb preferència les següents: Il Primo Libro de motetti concertati a due, tre, quatro e cinquè voci (Venècia, 1626), i Il Primo libro de madrigali concertati a due, tre e quatri voci (Venècia, 1633):